# リサ・ラウリラ
リサ・ラウリラ（Liisa Laurila、1974年3月1日-）は、フィンランドの女子アーティスティックスイミング選手。オウル州カヤーニ出身。
1991年の欧州選手権で10位になり、1992年バルセロナオリンピックに出場してソロで19位になっている。